# Moorgley
Der Moorgley (GH) (niederdeutsch Klei; russisch glej „Lehm, Ton“) ist ein Bodentyp aus der Bodenklasse der Gleye. Es handelt sich um einen Übergangsboden zwischen Gley und Moorboden.

## Beschreibung
Moorgleye bilden sich in Niederungen. Durch langanhaltend oberflächennahes (< 1 dm) Grundwasser ist der Abbau organischen Materials gehemmt. Dadurch bildet sich eine Torfauflage mit > 30 % organischer Bodensubstanz, die bei Moorgleyen < 3 dm mächtig ist. Wegen des Luftmangels im Boden haben Moorgleye allgemein eine geringe Gründigkeit und Durchwurzelbarkeit.

## Horizontierung
Die Horizontfolge von Moorgley ist: H/IIGr
H-Horizont: Ein organischer Horizont mit ≥ 30 % organischer Substanz (Torf)
IIGr-Horizont: Reliktische mineralische Grundwasserhorizonte mit Schichtwechsel, d. h. Substratwechsel
Ein Moorgley liegt vor, wenn der H-Horizont < 3 dm mächtig ist und die Gr-Horizonte < 4 dm unter der Grundwasseroberfläche beginnen. Ist der H-Horizont < 1 dm mächtig, handelt es sich um eine Varietät des Nassgleys.

## Systematik
Moorgleye gehören nach der 5. Auflage der Bodenkundlichen Kartieranleitung zur Klasse der Gleye und somit zu den semiterrestrischen Böden.
Es werden vier Subtypen unterschieden.
- Niedermoorgley (GHn): nH/IIGr: Niedermoor[3]
- Hochmoorgley (GHh): hH/IIGr: Hochmoor[3]
- Hangmoorgley (GHg): H/IIsGr: In Hanglagen mit ≥ 9 % (5°) Hangneigung[7]
- Quellenmoorgley (GHq): H/IIqGr: Quellwasserbeeinflusst (Horizontmerkmal q)[7]

In KA6 wurde der Moorgley in den Übergangstyp Moor-(Nass-)Gley überführt.
Nach der World Reference Base for Soil Resources gehören Moorgleye zu den Gleysols. Bei einem H-Horizont von ≥ 1 dm Mächtigkeit werden sie als histic Gleysol klassifiziert, bei sulfidischem Go-Horizont als thionic und ansonsten je nach Oberboden als mollic, umbric oder humic Gleysol.

## Nutzung
Wie alle Moor- und Grundwasserböden ist der Moorgley durch Absenkung des Grundwassers stark gefährdet. Viele Moorgleye wurden zur Torfgewinnung oder für die Erschließung von Weideland entwässert. Oft werden Moorgleye als Feuchtweiden oder Feuchtwiesen genutzt.